# Нерон Клавдий Друз
 За родения като Нерон Клавдий Друз и наречен по-късно Юлий Цезар Друз вижте Юлий Цезар Друз.  
Нерон Клавдий Друз Германик, роден като Децим Клавдий Друз и понякога наричан Друз, Друз I, Друз Клавдий Нерон, или Друз Стари е най-малкият син на Ливия, съпругата на император Август и нейния първи съпруг Тиберий Клавдий Нерон. Негов по-голям брат е император Тиберий.
Друз е роден дни преди Ливия да се раздели с Тиберий Нерон и да се омъжи за Август (17 януари, 38 пр.н.е.), давайки храна на слуховете, че Август е неговият истински баща.
Друз се жени за Антония Младша, дъщеря на Марк Антоний от брака му със сестрата на Август, Октавия Младша. Заедно имат няколко деца, но само три оцеляват след раждането си – Германик, Ливила и бъдещият император Клавдий.
Той е консул през 9 пр.н.е.